# Kiukainen
Kiukainen este o fostă comună din Finlanda.